# Guntars Krasts
Guntars Krasts (n. 16 octombrie 1957, Riga, Republica Sovietică Socialistă Letonă, URSS) este un om politic leton, prim-ministru al Letoniei între 7 august 1997 - 26 noiembrie 1998, membru al Parlamentului European în perioada 2004-2009 din partea Letoniei.